# وو سانغ هايوك
وو سانغ هايوك (الكورية: [Woo Sang-hyeok] خطأ: {{لغة}}: عدم تطابق الوسم الفرعي للنص اللاتيني/الخط غير اللاتيني (مساعدة)) ؛ من مواليد 23 أبريل 1996) هو لاعب ألعاب قوى كوري جنوبي متخصص في رياضة الوثب العالي. مثل كوريا الجنوبية في 2016 والألعاب الأولمبية الصيفية 2020، وأفضلها عندما احتل المركز الرابع في أولمبياد طوكيو، اليابان.
أصبح بطل العالم داخل الصالات في بطولة العالم لألعاب القوى داخل الصالات 2022. أفضل أرقامه الشخصية في هذا الحدث هي 2.35 متر في الهواء الطلق في طوكيو 2021 ويوجين عام 2022 و2.36 متر في داخل الصالات في هوستوبيس عام 2022).